# GHCL Upsom
GHCL Upsom România este o companie producătoare de sodă calcinată din România.
Compania a fost preluată în 2005 de către Centraal Europese Petrochemische Amsterdam, care a cumpărat de la frații Marius și Valentin Cristescu pachetul majoritar de 64,75% în schimbul sumei de 19,5 milioane dolari.
Înaintea preluării, compania purta denumirea de Bega Upsom.
Între timp, atât acționarul majoritar, cât și societatea preluată și-au schimbat numele: Centraal Europese Petrochemische Amsterdam a devenit Indian England NV, iar Bega Upsom se numește GHCL Upsom România SA.
În urma majorării de capital, Indian England NV, acționarul principal, deține 95,65% din capitalul social.
Titlurile GHCL Upsom România se tranzacționează la categoria necotate a Bursei de Valori București (BVB), sub simbolul UPS.
Număr de angajați:
- 2012: 67[3]
- 1999: 1.670[3]

Cifra de afaceri în primele nouă luni din 2009: 89,4 milioane lei (21,13 milioane euro)

## Istoric
La data de 1 iulie 1896 s-a dat în funcțiune la Ocna Mureș uzina de produse sodice SOLVAY, finanțată de către societatea belgiană ”Solvay et Co” (condusă de baronul Ernest Solvay) și de societatea ceho-austriacă ”Vereins fur Chemische und Metallurgische Produktion” din Karlsbad (Karlovy Vary). 
Cele două societăți au scontat pe zăcămȃntul de sare Ocna Mureș, pe calcarul de cea mai bună calitate din apropiere, pe posibilitatea aprovizionării cu apă industrială și pe posibilitatea de transport pe cale ferată a produselor finite. Uzina a funcționat inițial cu două secții (sodă calcinată și sodă cristalizată). La acestea s-a adăugat în 1909 o secție  de sodă caustică.